# Уорсли, Люси
Люси Уорсли (родилась 18 декабря 1973 г.) — британский историк, писатель, куратор и телеведущая. Она занимает должность главного хранителя исторических королевских дворцов, но наиболее известна как ведущая телесериалов BBC на исторические темы.

## Ранняя жизнь и образование
Уорсли родилась в Рединге (Беркшир), в семье Питера и Энид (урожденная Кей) Уорсли. Её отец преподавал геологию в Университете Рединга, а мать — консультант по вопросам политики и практики в области образования. Перед поступлением в университет Уорсли посещала школу Abbey School, Рединг, школу Святого Варфоломея (Newbury) и школу West Bridgford (Ноттингем). Она изучала древнюю и современную историю в Новом колледже Оксфорда, получив диплом с отличием первого класса в 1995 году.

## Карьера

### Куратор и академик
Уорсли начала свою карьеру в качестве куратора исторического дома в поместье Милтон, недалеко от Абингдона, летом 1995 года перед началом работы в Обществе защиты древних зданий. С 1996 по 2002 год она была инспектором исторических зданий английского наследия в регионе Ист-Мидлендс. За это время она изучала жизнь Уильяма Кавендиша, 1-го герцога Ньюкасла, и написала путеводитель по его дому, замку Болсовер — «Английское наследие». В 2001 году она получила степень доктора философии в Университете Сассекса за диссертацию на тему «Архитектурное покровительство Уильяма Кавендиша, первого герцога Ньюкасла, 1593—1676 гг». Позднее эта диссертация была преобразована в книгу Уорсли «Кавалер: рассказ о рыцарстве, страсти и великих домах».
В 2002—2003 гг. она была менеджером по крупным проектам и исследованиям в организации Музеи Глазго, а затем стала главным хранителем Исторических королевских дворцов, независимой благотворительной организации, отвечающей за содержание Лондонского Тауэра, дворца Хэмптон-Корт, государственных апартаментов Кенсингтонского дворца, Банкетного дома в Уайтхолле и дворца Кью в садах Кью. Она руководила реконструкцией государственных апартаментов и садов Кенсингтонского дворца стоимостью 12 миллионов фунтов стерлингов, завершившейся в 2012 году.
В 2005 году она была избрана старшим научным сотрудником Института исторических исследований Лондонского университета; она также была назначена приглашенным профессором Кингстонского университета.

### Телепередачи
В 2011 году Уорсли была ведущей в телевизионном мини-сериал из 4 частей «Если бы стены могли говорить», исследуя историю британских домов, от крестьянских коттеджей до дворцов; также в и мини-сериале из трех частей «Элегантность и упадок: Эпоха Регентства». В 2012 году она выступила соведущей вместе с экспертом по антиквариату и коллекционированию Марком Хиллом в телесериале из 3 частей, а также в мини-сериале в 3 частях из жизни женщин после гражданской войны и реставрации Карла II «Проститутки, домохозяйки и героини». Позже в том же году она вела документальный фильм продюсера Дороти Хартли «Еда в Англии» в рамках цикла BBC Four «Еда и напитки».
Её сериал BBC «A Very British Murder» и сопровождающая его книга (опубликована на русском как «Чисто британское убийство» в 2021) исследовали «болезненную национальную одержимость» убийством. В сериале рассматривается ряд дел XIX века, начиная с убийств на Рэтклифском шоссе, которые привлекли внимание страны в 1811 году, убийства в Красном амбаре 1826 года и дела Фредерика и Марии Меннинг в «Бермондси-Хоррор» в 1849 году.
В 2014 году в мини-сериале из трех частей «Первые георгианцы: немецкие короли, которые создали Британию» был рассмотрен вклад немецких королей Георга I и Георга II. Сериал объяснял, почему ганноверский Георг I был выбран британским монархом, как ему наследовал его совсем другой сын Георг II и почему без них нынешнее Соединенное Королевство, вероятно, было бы совсем другим местом. Сериал подчеркивает положительное влияние этих королей, показывая недостатки каждого из них. «A Very British Romance», сериал из трех частей для BBC Four, был основан на романтических романах, чтобы раскрыть силы, формирующие британское представление о «долго и счастье», и то, как социальные, политические и культурные идеи повлияли на чувства.
В 2016 году Уорсли представила трехсерийный документальный фильм «Империя царей: Романовская Россия с Люси Уорсли» (январь) и «Люси Уорсли: Лондонская одиссея Моцарта» (июнь). В сентябре 2016 года она снималась в предстоящем сериале «Очень британская история» для BBC Four. В декабре она была ведущей и участником в театрализованных репортажей о трехсерийном сериале BBC «Шесть жен с Люси Уорсли». В 2017 году она вместе с Люси Уорсли представила серию из трех частей под названием «Самые большие выдумки британской истории», разоблачающие исторические взгляды на «Войну роз», «Славную революцию» и британскую оккупацию Индии.
В 2019 году Уорсли представила фильм «American History’s Biggest Fibs», рассмотрев историю основания страны и американскую революцию, гражданскую войну в США и холодную войну.
В феврале и марте 2020 года на BBC Four была показана первая серия «Royal History’s Biggest Fibs with Lucy Worsley»; сериал из трех частей раскрывает, как история Реформации, Испанской Армады, Королевы Анны и унии подвергалась манипуляциям и мифологизации.
В ноябре 2020 года на BBC2 вышла вторая серия «Royal History’s Biggest Fibs with Lucy Worsley», где были описаны мифы о Французской революции, Георге IV и Русской революции.

### Автор книг
Уорсли опубликовала ряд книг, множество путеводителей по домам и тому подобное. Придворные: Тайная история геогрианского двора (2011) — её последняя работа по истории. В 2014 году BBC Books опубликовала её книгу «Чисто британское убийство», основанную на сериале. В апреле 2016 года Уорсли опубликовала свой дебютный детский роман «Элиза Роуз» о молодой знатной девушке при дворе Тюдоров. В 2017 году Уорсли опубликовал биографию Джейн Остин под названием « Джейн Остин дома: биография».

### Награды
- В феврале 2015 года Королевское телевизионное общество номинировало Уорсли как лучшую ведущую и «Первые георгианцы» как лучшую историческую передачу на своих ежегодных наградах[20].
- В июле 2015 года она была удостоена звания почетного доктора литературы в Университете Сассекса (где она защитила докторскую степень)[21].
- За заслуги перед историей и наследием она была назначена кавалером Ордена Британской империи (OBE) на награждении 2018 года. Она была номинирована Чарльзом, принцем Уэльским, награждение состоялось в Букингемском дворце 16 ноября 2018 года[22].

## Личная жизнь
Уорсли живёт в Саутварке на берегу Темзы на юге Лондона со своим мужем, архитектором Марком Хайнсом, за которого она вышла замуж в ноябре 2011 года. Говоря об отсутствии детей, Уорсли однажды сказала, что она «получила достаточное образование чтобы держаться подальше от нормальной репродуктивной функции» («educated out of normal reproductive function»), но позже она сказала, что её заявление было «неверно истолковано и прозвучало мрачнее, чем я предполагала».

## Участие в проектах

### Телепрограммы
| Year      | Title                                                              | Channel         | Notes |
| --------- | ------------------------------------------------------------------ | --------------- | --- |
| 2009      | Inside the Body of Henry VIII                                      | History Channel | |
| 2010      | King Alfred the Great?                                             | BBC South       | 17 мая 2010 |
| 2010      | The Curse of the Hope Diamond                                      | Channel 4       | 24 мая 2010 |
| 2011      | When God Spoke English                                             | BBC Four        | 21 февраля 2011 Guest interview as Chief Curator of Hampton Court                                                 |
| 2011      | If Walls Could Talk: The History of the Home                       | BBC Four        | 4 части (апрель 2011)                                                                                             |
| 2011      | Elegance and Decadence: The Age of the Regency                     | BBC Four        | 3 части (August-September 2011)                                                                                   |
| 2012      | Our Food                                                           | BBC Two         | Four-part series (April 2012). Hosted by Giles Coren, co-presented with James Wong, Alex Langlands & Alys Fowler. |
| 2012      | Antiques Uncovered                                                 | BBC Two         | май 2012. 3 части                                                                                                 |
| 2012      | Inside the World of Henry VIII                                     | History Channel | |
| 2012      | Harlots, Housewives and Heroines: A 17th Century History for Girls | BBC Four        | 3 части (май 2012)                                                                                                |
| 2012      | Food in England: The Lost World of Dorothy Hartley                 | BBC Four        | 6 ноября 2012 |
| 2013      | Secret Knowledge, Episode 3                                        | BBC Four        | Bolsover Castle; 27 марта 2013                                                                                    |
| 2013      | Fit to Rule: How Royal Illness Changed History                     | BBC Two         | часть 1, Part 2, Part 3.                                                                                          |
| 2013      | Tales from the Royal Bedchamber                                    | BBC Four        | 5 August 2013 |
| 2013      | A Very British Murder                                              | BBC Four        | 23 September 2013. Three-part series.                                                                             |
| 2014      | The First Georgians: The German Kings Who Made Britain             | BBC Four        | 1 May 2014. Three-part series.                                                                                    |
| 2014      | Masterchef                                                         | BBC One         | 8 May 2014. Guest judge                                                                                           |
| 2014      | Tales from the Royal Wardrobes                                     | BBC Four        | 7 July 2014 |
| 2014      | Dancing Cheek To Cheek: An Intimate History Of Dance               | BBC Four        | 17 November 2014. Co-presented with Len Goodman.                                                                  |
| 2015      | Britain’s Tudor Treasure: A Night at Hampton Court                 | BBC Two         | 7 February 2015. Co-presented with David Starkey.                                                                 |
| 2015      | Cake Bakers and Trouble Makers: Lucy Worsley’s 100 years of the WI | BBC Two         | 20 July 2015 |
| 2015      | A Very British Romance                                             | BBC Four        | 8 October 2015. Three-part series.                                                                                |
| 2015      | Dancing Through The Blitz: Blackpool’s Big Band Story              | BBC Two         | 25 July 2015. Co-presented with Len Goodman and Jools Holland.                                                    |
| 2015      | When Lucy met Roy: Sir Roy Strong at 80                            | BBC Four        | 23 August 2015 |
| 2015      | Lucy Worsley’s Reins of Power: The Art of Horse Dancing            | BBC Four        | 15 September 2015                                                                                                 |
| 2015      | The Great History Quiz: The Tudors                                 | BBC Two         | 24 December 2015. Quiz team captain.                                                                              |
| 2016      | Empire of the Tsars: Romanov Russia with Lucy Worsley              | BBC Four        | 6, 13 & 20 January 2016                                                                                           |
| 2016      | The Real Versailles                                                | BBC Two         | 30 May 2016 Co-presented with Helen Castor.                                                                       |
| 2016      | Lucy Worsley: Mozart’s London Odyssey                              | BBC Four        | 21 June 2016 |
| 2016      | Six Wives with Lucy Worsley                                        | BBC One         | Three-part series December 2016                                                                                   |
| 2017      | British History’s Biggest Fibs with Lucy Worsley                   | BBC Four        | Three-part series (January-February 2017)                                                                         |
| 2017      | Jane Austen: Behind Closed Doors                                   | BBC Two         | 27 May 2017 |
| 2017      | Lucy Worsley’s Nights at the Opera                                 | BBC Two         | Two-part series; 14 October 2017, 21 October 2017                                                                 |
| 2017      | Lucy Worsley: Elizabeth I’s Battle for God’s Music                 | BBC Four        | 17 October 2017                                                                                                   |
| 2018      | Lucy Worsley’s Fireworks for a Tudor Queen                         | BBC Four        | 7 March 2018 |
| 2018      | Suffragettes with Lucy Worsley                                     | BBC One         | 4 June 2018 |
| 2018      | Victoria & Albert: The Royal Wedding                               | BBC Two         | 21 December 2018. Two-part series.                                                                                |
| 2019      | American History’s Biggest Fibs with Lucy Worsley                  | BBC Four        | Three-part series (January 2019)                                                                                  |
| 2019      | Queen Victoria: My Musical Britain                                 | BBC Two         | 11 May 2019 |
| 2019      | Lucy Worsley’s Christmas Carol Odyssey                             | BBC Four        | 10 декабря 2019                                                                                                   |
| 2019      | A Merry Tudor Christmas with Lucy Worsley                          | BBC Two         | 20 декабря 2019                                                                                                   |
| 2019-2020 | Royal History’s Biggest Fibs with Lucy Worsley                     | BBC Four        | Series 1; 18 and 25 February, 3 March 2020. Series 2; 6, 13 & 20 November 2020                                    |
| 2020      | Lucy Worsley’s Royal Photo Album                                   | BBC Four        | история королевской фотографии, 14 мая 2020                                                                       |
| 2021      | Lucy Worsley’s Royal Palace Secrets                                | BBC Four        | в 3 частях; январь 2021                                                                                           |
| 2021      | Blitz Spirit with Lucy Worsley                                     | BBC One         | 90-минутный док. фильм; 23 февраля 2021                                                                           |
| 2021      | Unsolved Histories With Lucy Worsley (working title)               | BBC Two & PBS   | Запланированн, 4 части                                                                                            |
| 2022      | Agatha Christie: Lucy Worsley on the Mystery Queen                 | BBC             | Мини-сериал, документальный, 3 серии.                                                                             |

### Публикации
- Hardwick Old Hall. — 1998. — ISBN 978-1850746959.
- Bolsover Castle. — 2001. — ISBN 978-1850747628.
- Kirby Hall, Northamptonshire. — 2001. — ISBN 978-1850747475.
- Hampton Court Palace: The Official Illustrated History. — 2005. — ISBN 978-1858942827.
- The Royal Palaces of London. — 2008. — ISBN 978-1858944234.
- Cavalier: The Story of a 17th Century Playboy. — 2008. — ISBN 978-0571227044.
- Henry VIII: 500 Facts. — 2009. — ISBN 978-1873993125.
- Courtiers: The Secret History of the Georgian Court. — 2011. — ISBN 978-0571238903.
- If Walls Could Talk: An Intimate History of the Home. — 2012. — ISBN 978-0571259540.
  - Английский дом. Интимная история. — М.: Синдбад, 2019. — ISBN 978-5-905891-95-3.
- A Very British Murder: The Story of a National Obsession. — 2014. — ISBN 978-1849906517.
  - The Art of the English Murder. — 2017.
  - Чисто британское убийство / Удивительная история национальной одержимости / пер. с англ. Е. Осеневой. — М.: Синдбад, 2021. — 320 с. — ISBN 9785001312321.
- Eliza Rose. — 2016. — ISBN 978-1408869437., детская книга
- My Name is Victoria. — 2017. — ISBN 978-1408882016., детская книга
- Maid of the King's Court. — 2017. — ISBN 978-0763688066., книга для подростков
- Jane Austen at Home. — 2017. — ISBN 978-1473632189.
  - В гостях у Джейн Остин. — М.: Синдбад, 2019. — ISBN 978-5-00131-053-2.
- Lady Mary. — 2018. — ISBN 978-1408869444., книга для подростков
- Queen Victoria: Daughter, Wife, Mother, Widow. — 2018. — ISBN 978-1473651388.
  - Queen Victoria: Twenty-Four Days That Changed Her Life. — 2019. — ISBN 9781250201423.
- The Austen Girls. — 2020. — ISBN 978-1526605450.